# Sword of the Valiant: The Legend of Sir Gawain and the Green Knight
Sword of the Valiant: The Legend of Sir Gawain and the Green Knight (El caballero verde en España y La espada de un valiente en Latinoamérica) es una película de fantasía dramática de 1984 dirigida por Stephen Weeks y protagonizada por Miles O'Keeffe, Peter Cushing y Sean Connery. La película se basa libremente en el poema medieval Sir Gawain y el Caballero Verde, pero la narrativa difiere sustancialmente.

## Sinopsis
Tras gloriosos años, la decadencia amenaza la corte del rey Arturo. Un caballero con armadura verde llega al castillo y desafía a los caballeros a un juego: los desafía a decapitarlo con un golpe de hacha, con la advertencia de que puede devolver el golpe. Ninguno de los caballeros se ofrece como voluntario, lo que lleva al rey a avergonzarlos por su falta de coraje y aceptar el desafío él mismo. Finalmente, Gawain, un joven escudero, acepta el desafío en lugar del rey y rápidamente es nombrado caballero. Gawain decapita al caballero, pero el cuerpo del caballero decapitado se levanta la cabeza y se la devuelve al cuello. Gawain se arrodilla para que el caballero lo golpee, pero el Caballero Verde se niega debido a su juventud. Con la promesa de regresar en un año para reclamar su parte del trato, el Caballero Verde le da a Gawain la oportunidad de resolver un acertijo para salvar su vida, que consta de cuatro líneas:
 Donde la vida es vacío, alegría.
 Donde la vida es oscuridad, fuego.
 Donde la vida es oro, pena.
 Donde la vida es pérdida, sabiduría.
Con la bendición del rey Arturo, Gawain se va con Humphrey, un escudero, en busca de la respuesta al acertijo del Caballero Verde.

## Reparto
- Miles O'Keeffe: Sir Gawain
- Cyrielle Clair: Linet
- Leigh Lawson: Humphrey
- Sean Connery: el Caballero Verde
- Trevor Howard: el rey Arturo
- Peter Cushing: el Senescal Gaspar
- Ronald Lacey: Oswald
- Lila Kedrova: la Dama de Lyonesse
- John Rhys-Davies: Baron Fortinbras
- Wilfrid Brambell: Porter
- Bruce Lidington: Sir Bertilak[2]
- Douglas Wilmer: el Caballero Negro
- Brian Coburn: Fray Vosper
- David Rappaport: el Sabio
- Emma Sutton: Morgan Le Fay

## Recepción
La película obtuvo pobres valoraciones. En el portal Metacritic, tiene la puntuación de 12/100.